# 松平親忠
松平 親忠（まつだいら ちかただ）は、室町時代中期から戦国時代にかけての武将。松平信光の三男。

## 生涯
初め額田郡鴨田郷（現岡崎市鴨田町）を根拠地としていたが、長享2年（1488年）か長享3年（1489年）頃に、父が死去したために家督を継ぐ。しかし、間もなく出家して西忠と号した。親忠自身の治績はあまり知られておらず、三男なのに本当に家督を継いだのかどうか、一部では疑問視されている。
『三河物語』では、父の信光は長男（名は記載なし）に惣領を譲ったとあり、親忠は分家的な存在に過ぎなかったとされている。だが後に安祥松平氏から清康・家康らが本家を簒奪したため、親忠が4代当主扱いされたと言われている。
応仁元年（1467年）8月、第一次井田野合戦で品野（瀬戸市品野町）や伊保（豊田市保見町）の軍勢を破る。親忠は戦死者を弔うため、現在の岡崎市鴨田町字向山の地に千人塚を築いた。
文明2年（1470年）、松平氏の氏神として社（やしろ）を伊賀国より現在の岡崎市伊賀町の地に移した。これが伊賀八幡宮の始まりとされる。
文明7年（1475年）になって、千人塚が振動し、近辺には悪病が流行するようになった。この亡霊を弔うために親忠は塚のほとりに念仏堂を建てた（現在の鴨田町字向山の西光寺）。そして鴨田郷の館跡に、松平氏菩提寺である大樹寺を創建した。文明9年（1477年）、大恩寺（愛知県豊川市御津町御津山山麓）の開基として同寺を中興する。
長享元年（1487年）、麻生城の天野景孝を滅ぼし、九男・乗清を分立して成立した滝脇松平家を配置した。明応2年（1493年）第二次井田野合戦で、上野城主阿部氏、寺部城主鈴木氏、挙母城主中条氏、伊保城主三宅氏、八草城主那須氏らを破り、武名を挙げた。
明応5年（1496年）、三男・長親に家督を譲り、隠居。また子を分立して大給松平家、滝脇松平家などを成立させたほか、第四子の存牛は出家し、信光明寺住持などを経て、京都の浄土宗総本山知恩院住持を務めた。文亀元年（1501年）8月10日に71歳（または63歳）で死去した。
阿知和に通じる井田野の真福寺道の東で荼毘に付され、松平親忠荼毘所として、松平親忠公荼毘之跡と記された石碑が、岡崎市井田町4丁目120に立つ。

## ギャラリー
- 親忠が築いた千人塚（岡崎市鴨田町字向山）
- 親忠が創建した伊賀八幡宮（同市伊賀町）
- 大樹寺内にある松平八代墓の親忠の墓（2019年11月撮影）